# 海洋離岸風力發電場
海洋離岸風力發電場（Formosa 1）位於臺灣苗栗縣竹南鎮龍鳳漁港外海約2至6公里處，又稱為海洋竹南風力發電場，為臺灣首座正式營運的離岸風力發電場，由民營企業上緯國際投資旗下子公司海洋風力發電公司所投資設立，其他投資者還有沃旭能源、麥格理、捷熱能源，各公司持股比例分別為沃旭能源35%、捷熱能源32.5%、海鷗25%，以及上緯國際7.5%。該離岸風力發電計畫分為兩階段進行，其中第一階段裝設兩部示範風力發電機組（8MW）已在2017年4月開始商轉。後續第二階段設置120MW，第一、第二階段合計22組風力發電機，總裝置容量為128MW，已於2019年12月27日商轉。

## 沿革

### 第一階段

#### 計畫
行政院經濟部的於2013年開始推動「千架海陸風力機」之國家能源計畫，於是上緯公司即決定將依照政府推動之政策開始開發風力發電。並與中國鋼鐵、中興電工等多家廠商組成風力發電開發聯盟，計畫將於苗栗縣外海設置30部風力發電機組，並且併聯至台灣電力公司之供電系統中將電力售予台電公司，總投資金額為新臺幣150到200億元，裝置容量估計將可達到108MW。該年1月，上緯公司獲得經濟部補助來推動離岸風力發電計畫。
該離岸風力發電計畫在2015年，先於苗栗縣外海先行設置兩座風力發電示範機組進行測試。示範機組完工後，後續將推動更大的裝機計畫，預計將在2018年全數完工。
2013年11月27日，上緯公司所推動的離岸風力發電計畫於行政院環境保護署第250次會議得會議中，正式通過環境影響評估審查，該計畫開始全面推動。

#### 施工
2015年6月，海洋竹南離岸風力發電計畫先行的測風塔興建完成。同年8月6日，海氣象觀測塔興建完成，成為臺灣第一座海氣象觀測塔，當天上緯公司於龍鳳漁港舉行完工啟用的典禮，典禮中邀請到經濟部能源局等政府官員及廠商等共百餘人出席觀禮。
2016年6月主體工程開始動工，由於當時臺灣尚未有任何廠商具有離岸風力發電之開發經驗與風力發電機之開發技術，因此上緯公司旗下的海洋風力發電公司逐尋求與外商合作開發，找來了德國西門子公司共同合作，預計將於同年底完成兩部示範風力發電機組的架設作業，然而該計畫施工中，由於海洋環境之多變因素，因此風機架設工作船時常受到海象差影響而無法作業，使得施工進度受到多次延宕。
2016年6月20日，兩部示範風力發電機的基礎支撐結構開始施工吊裝，於同年9月25日完成施作。10月21日，連結兩座離岸風力發電機與陸地供電網路之間的海底電纜完成鋪設。10月27日，兩座示範風力發電機完成架設，計畫在2017年第一季開始商轉。

#### 完工
2017年4月28日，海洋竹南風力發電場的兩部示範機組正式取得電業執照，開始商轉營運，而該張電業執照也是經濟部能源局所核發臺灣第一張離岸風電的執照。

### 第二階段

#### 計畫
海洋竹南第二階段離岸風力發電計畫裝設128MW的風力發電機組，其中上緯公司因提出變更機組規劃方案，因此在2017年7月環保署進行該計畫環差案之審查，也是該離岸風力開發案中，第七次由開發商提出變更設計而重新審查。上緯公司提出兩項機組裝設方案。原審查通過方案中，上緯公司預計將加設30支與示範機組相同容量4MW風力發電機30部，而第七次環差審查中，上緯公司提出將分為3.6MW之風機裝設33部，或是6MW之風機裝設20部等兩項方案。而開發商表示，目前傾向選擇安裝6MW的風力發電機組，由於使用容量較大型之風機將可減少風機的支數，可降低對海洋環境之衝擊，加上6MW之風機也是當前的國際之主流方案。
2017年7月3日環保署通過該案之環差審查，第二階段總裝置容量為120MW，第一、第二階段合計為128MW。

#### 施工
第二階段的建置作業由西門子歌美颯提供6MW風力機組及維護保養、比利時商楊德諾負責水下基礎工程及海底電纜工程、華城電機負責陸上變電站。海事工程於2019年5月底動工，風機在丹麥製造後運至台灣，在臺中港預組裝後，再載至苗栗外海安裝。其中，在6、7月進行水下基礎打樁作業時，因未派出足夠的觀察船與鯨豚觀察員以確認警戒區內的鯨豚活動，海洋風電被環保署開罰150萬元罰鍰。首支風機在同年7月底安裝完成，於10月9日全數安裝完成，並已於2019年12月完成商業運轉。

## 設備

### 發電機組
| 階段     | 風力發電機類型                                         | 風力發電類型 | 機組數量 | 裝置容量（MW） | 商轉日期   | 狀態   |
| -------- | ------------------------------------------------------ | ------------ | -------- | -------------- | ---------- | ------ |
| 第一階段 | 德国西門子公司製SWT-4.0-130型風力發電機（4MW）         | 海域風力發電 | 2        | 8MW            | 2017年4月  | 商轉中 |
| 第二階段 | 西班牙西門子歌美颯公司製SWT-6.0-154型風力發電機（6MW） | 海域風力發電 | 20       | 120MW          | 2019年12月 | 商轉中 |

## 資料來源
1. 1 2 3  . JERA. 2020-01-06  [2020-01-21]. （原始内容存档于2020-02-02） （英语）.
2. 1 2 3 4 5 6 7  . 上緯國際投資控股股份有限公司.   [2017-09-15]. （原始内容存档于2020-02-12） （中文（臺灣））.
3. ↑  彭暄貽. . 中國時報. 2015-05-29  [2017-09-15] （中文（臺灣））.
4. 1 2 3  . TechNews. 2016-11-06  [2017-09-15]. （原始内容存档于2021-01-19） （中文（臺灣））.
5. ↑  林筑涵、黃佩君. . 自由時報. 2016-09-19  [2017-09-15]. （原始内容存档于2016-09-21） （中文（臺灣））.
6. ↑  陳文姿. . 環境資訊中心. 2017-06-01  [2017-09-15]. （原始内容存档于2019-07-05） （中文（臺灣））.
7. 1 2  賴溫狠. . 環境資訊中心. 2017-07-03  [2017-09-15]. （原始内容存档于2020-09-20） （中文（臺灣））.
8. ↑  陳文姿. . 環境資訊中心. 2019-09-12. （原始内容存档于2020-10-27） （中文（臺灣））.